# Базаська порода
Базаська порода, також базадез (фр. Bazadaise) — порода великої рогатої худоби м'ясного напряму продуктивності. В минулому використовувалася також як робоча худоба. Виведена на південному заході Франції схрещуванням, як вважається, місцевої худоби з іберійською худобою. Назва породи походить від назви селища Базас. Племінну книгу відкрито у 1896 році.

## Історія
Порода виведена біля Базасу, у нізинах, розташованих південніше річки Гардонн. Припускається, що порода виведена в результаті схрещування місцевої худоби з іберійською худобою. В минулому базаська худоба використовувалася як тяглова сила. З розвитком механізації сільського господарства і переходом у регіоні розповсюдження породи до вирощування зернових культур чисельність поголів'я породи у середині 20 століття різко зменшилася. У 1940 році налічувалося близько 60000 голів базаської худоби. До 1970 року поголів'я породи зменшилося до 700 голів. Через загрозу зникнення породи тоді було прийнято програму з її збереження й відновлення.

## Опис
Масть тварин сіра, відтінок забарвлення залежить від віку і статі тварин. Середній зріст корів 140 см. Жива маса бугаїв — 900—1200 кг (800—1000 кг), корів — 750—850 кг (650—750 кг). Маса телят при народжені становить 41 кг. Телята у віці 120 днів мають вагу 160 кг, у віці 210 днів — 246 кг.

## Поширення
Порода поширена на південному заході Франції, у Аквітанії, між департаментом Жиронда і Піренеями. У липні 2013 року налічувалося 3398 корів базаської породи, що утримувалися у 142 стадах, 589 корів було записано до племінної книги.

## Виноски
1. 1 2 3 4 5 6 7 8  Bazadaise. // Valerie Porter, Lawrence Alderson, Stephen J.G. Hall, D. Phillip Sponenberg (2016). Mason's World Encyclopedia of Livestock Breeds and Breeding [Архівовано 21 грудня 2016 у Wayback Machine.] (sixth edition). Wallingford: CABI. — P. 124—125. ISBN 9781780647944. (англ.)
2. 1 2 3 4  Race bovine Bazadaise. Сайт "AgroParisTech" http://www.agroparistech.fr. septembre 2007. Архів оригіналу за 18 травня 2017. Процитовано грудень 2016. {{cite web}}: Зовнішнє посилання в |work= (довідка) [Архівовано 18 травня 2017 у Wayback Machine.] (фр.)